# Bunomys
Bunomys — рід пацюків із Сулавесі та острова Бутон.

## Морфологічна характеристика
Bunomys мають довжину тіла від 10 до 20 сантиметрів і хвоста від 10 до 18 сантиметрів. Вага від 60 до 150 г. Волосяний покрив м'який і щільний, від темно-сірого до коричнево-сірого кольору, зазвичай немає контрасту між верхом і низом. Морда відносно подовжена. Вуха рожевуваті, без шерсті. Лапи довгі й тонкі, підошва забезпечена шістьма м'ясистими подушечками. Пальці білі і мають міцні кігті. Хвіст коротший за голову й тулуб і він, як правило, темний зверху і світліший знизу і вкритий дрібними лусочками, кожна з яких супроводжується трьома волосками. Зубна формула: M3, P0, C0, I1 = 16.

## Поширення й екологія
Живуть у тропічних лісах, іноді також у чагарниках, частково також у горах до висоти понад 2000 метрів. Їх раціон складається з фруктів, комах, равликів і дощових черв'яків.